# پاول گیزلر
پاول گیزلر (به آلمانی: Paul Giesler) (زاده ۱۵ ژوئن ۱۸۹۵ – مرگ ۸ مه ۱۹۴۵) یک حقوقدان آلمانی و از ۲۹ آوریل ۱۹۴۵ تا ۶ می ۱۹۴۵ وزیر کشور آلمان نازی بود.

## فعالیت سیاسی
وی در مونیخ بیشتر به‌دلیل سخنانش علیه حق آموزش عالی برای زنان و هم‌چنین تحریک دانش‌آموزان و دانشجویان در جریان سخنرانی‌هایش معروف بود. وی هم‌چنین جنبش مقاومت رز سفید را سرکوب کرد. از وی در وصیت‌نامه آدولف هیتلر به عنوان وزیر کشور آینده آلمان نازی نام برده شده است. هر چند که او هیچ‌گاه این پست را دریافت نکرد.
بر اساس گزارشات نیروهای آمریکایی، گیزلر در جریان کشتار زندانیان اردوگاه کار اجباری داخائو در مارس ۱۹۴۵ نقش داشته است. بر اساس شهادت کارل فریدریش فرایهر فون ابرشتاین در دادگاه نورنبرگ در اوت ۱۹۴۶، قرار بود با پیشروی نیروهای آمریکایی ۲۵٬۰۰۰ زندانی در داخائو کشته شوند. اگر چنین اتفاقی میسر نشد، گیزلر به عنوان کمیسار وزارت دفاع دستور بمباران اردوگاه را به لوفت‌وافه می‌داد. ابرشتاین از اجرای دستور امتناع و بیان داشت که پیدا کردن یک فرمانده در نیروی هوایی برای چنین کاری غیرممکن است. سپس گیزلر دستور داد که زندانیان را مسموم کنند. گیزلر در نهایت ابرشتاین را در ۲۰ آوریل اخراج کرد.
سرانجام در ۸ می ۱۹۴۵ یعنی روز تسلیم آلمان به متفقین، گیزلر و همسرش در حال فرار از برشتس گادن خودکشی کردند.